# Andre Stojka
Andre Stojka (Los Angeles, 26 maggio 1944) è un doppiatore statunitense.
Ha un figlio, Andre Devin.

## Doppiaggio (parziale)
- I Superamici (1984)
- Winnie the Pooh alla ricerca di Christopher Robin (1997)
- T come Tigro... e tutti gli amici di Winnie the Pooh (2000)
- Il libro di Pooh - serie TV, 4 episodi (2001)
- Cenerentola II - Quando i sogni diventano realtà (2002)
- House of Mouse - Il Topoclub (1 episodio, 2002)

## Doppiatori italiani
- Massimo Corvo in Winnie the Pooh alla ricerca di Christopher Robin, T come Tigro... e tutti gli amici di Winnie the Pooh
- Bruno Alessandro in Cenerentola II - Quando i sogni diventano realtà